# Atheropla barytypa
Atheropla barytypa är en fjärilsart som beskrevs av Turner 1939. Atheropla barytypa ingår i släktet Atheropla och familjen praktmalar, Oecophoridae. Inga underarter finns listade i Catalogue of Life.